# Upplands runinskrifter 785
Upplands runinskrifter 785 är en vikingatida runsten av granit i Tillinge kyrka, Tillinge socken och Enköpings kommun.
Runstenen står vid kyrkans västra mur. Den är 1,7 meter hög, 0,8-1,0 meter bred samt 0,3 meter tjock. Runhöjden är 6-12 centimeter. En del av runslingan är förstörd. Tidigare låg stenen som hörnsten under nordvästra kyrkohörnet.

## Inskriften
Runor:
ᚢᛁᚠᛅᛋ-- ... ᛬ ᚱᛁᛋᛅ ᛬ ᛋᛏᛁᚾ ᛬ ᚦᛏᛁᚾᚮ ᛬ ᚢᛒ ᛬ ᛅᛏ ᛬ ᚴ-ᚦᛘᚢᚾᛏ ᛬ ᛒᚱᚢᚦᚢᚱ ᛬ ᛋᛁᚾ ᛬ ᚼᛅᚾ ᛬ ᚢᛅᚱᚦ ᛬ ᛏᚢᚦᚱ ᛬ ᛅ ᛬ ᛋᚱᚴᛚᛅᚾᛏ- ᚴᚢᚦ ᚼᛅᛚᛒᛁ ᛬ ᛅᚾᛏ ᛬ ᛅᚾᛋ
Translitterering av runraden:
uifas-- ... : risa : s(t)in : þ(t)ino : ub : at : k-þmunt : bruþur : sin : han : uarþ : tuþr : a : srklant- kuþ halbi : ant : ans
Normalisering till runsvenska:
Vifas[tr] [let] ræisa stæin þenna upp at G[u]ðmund, broður sinn. Hann varð dauðr a Særkland[i]. Guð hialpi and hans.
Översättning till nusvenska:
Vifast (lät) resa upp denna sten efter Gudmund, sin broder. Han blev död i Särkland. Gud hjälpe hans ande.
Namnet Vifastr finns på Sö 282 och Gudmundr på Sö 217 och U 692. Den ovanliga skrivningen þtino finns också på U 776.  Særkland omnämns på G 216, Sö 131, Sö 179, Sö 279, Sö 281 och U 439 (osäkert).